# Насыров, Шакир Гиниятович
Шакир Гиниятович Насыров (баш. Шәкир Ғиниәт улы Насыров; 1913—1968) — башкирский писатель, переводчик и журналист. Член Союза писателей Башкирской АССР (1956).

## Биография
Насыров Шакир Гиниятович родился 6 марта 1913 года в деревне Ибрагимово Стерлитамакского уезда Уфимской губернии. Начальное образование получил в родной деревне.
В 1931 году окончил Уфимский промышленно-экономический техникум.
С 1931 года с перерывом работал в редакции газеты «Кызыл Башкортостан»: в 1934—1935 гг. заведовал сектором, а в 1938 и 1940 годах являлся заведующим отделом культуры редакции газеты.
Принимал участие в Великой Отечественной войне. Служил в 112-й Башкирской кавалерийской дивизии. Был награждён орденом Красной Звезды и медалями.
В 1948 году окончил партийную школу в городе Свердловске.
С 1948 года работал в должности исполняющего обязанности ответственного секретаря газеты "Совет Башкортостаны", после заведующим редакции художественной литературы и главным редактором Башгосиздата.
В 1955—1957 гг. являлся ответственным секретарём, а в 1959—1961 гг. — заведующим отделом журнала «Хэнэк».

## Творческая деятельность
В 1954 году была издана первая книга писателя — «Хикәйәләр» («Рассказы»).
Шакир Насыров является автором сборников рассказов «Туй алдынан» (1961; в русском переводе — «Перед свадьбой», 1967), «Серле кая» (1966; «Таинственная скала»), «Ике егет» (1974; «Два джигита»), а также одноактных пьес «Һөймәгәнгә һөйкәлмә» (1958; «Насильно мил не будешь») и других произведений. Его рассказ «Летучая мышь» был оценен как значимое событие в башкирской литературе.
Пьесы Шакира Гиниятовича ставились в театрах Башкортостана и в Башкирской государственной филармонии.
Некоторые произведения писателя были переведены на русский язык. Шакир Насыров перевёл на башкирский язык произведения А. Н. Толстого, И. С. Тургенева, М. Горького, С. Бабаевского, Ю. Фучика, В. Овечкина.

## Книги
- Һайланма әҫәрҙәр. Өфө, 1963.
- Серле ҡая. Повесть һәм хикәйәләр, Өфө, 1966.
- Летучая мышь. Рассказы, Уфа, 1956.
- Одноухий Хисами. Рассказ, Уфа, 1969.
- Бер актлы пьесалар. Өфө, 1970.
- Ике егет. Өфө, 1974.

## Память
- Его именем названа одна из улиц д. Ибрагимово Гафурийского района Республики Башкортостан.